# 鄉親踹講
《鄉親踹講》是臺灣中華電視公司的談話節目，採國語和閩南語發音，邀請來賓對談討論熱門話題，一共播出兩季，第二季初期採現場直播的方式並接受觀眾電話call in，並定期到台灣各地進行錄影。

## 歷史
第一季
- 2011年9月5日，《鄉親踹講》開播，播出時間為每週一至週五09:30到10:30，自2011年10月31日起，改為09:00到10:00播出，播至2012年2月10日止。

第二季
- 2014年4月7日，第二季開播，播出時間為週一至週五13:00-14:00於華視主頻、華視HD頻道及華視新聞資訊台聯合首播並改由羅瑞誠主持。播至2014年7月31日止。